# جيمي ووكر (لاعب غولف)
جيمي ووكر (بالإنجليزية: Jimmy Walker)‏ هو لاعب غولف أمريكي، ولد في 16 يناير 1979 في أوكلاهوما سيتي في الولايات المتحدة.

## وصلات خارجية
- الموقع الرسمي
- جيمي ووكر على موقع رابطة لاعبي الغولف المحترفين (الإنجليزية)
- جيمي ووكر على موقع التصنيف العالمي الرسمي للغولف (الإنجليزية)